# Ukraine Today
Ukraine Today (рус. Украина сегодня) — украинский информационный телеканал международного вещания. Основан 24 августа 2014 года.
Генеральным продюсером телеканала была назначена Татьяна Пушнова, которая с сентября 2011 года также занимала должность шеф-редактора информационной службы ТСН на телеканале 1+1. Главным редактором Ukraine Today был назначен Питер Дикинсон — основатель журнала «What’s On» и бывший генеральный директор бельгийского телеканала Jewish News One. С января по май 2016 года шеф-редактором Ukraine Today являлась Юлия Соцкая, которая ушла на ТСН в июне 2016. Телеканалу выдана лицензия по запросу украинского информационного агентства «УНИАН», вместе с которым Ukraine Today входит в группу медиахолдинга «1+1 медиа», принадлежащего украинскому олигарху Игорю Коломойскому.
Телеканал был доступен через спутник Hot Bird и в интернете.
1 апреля 2016 года телеканал прекратил эфирное телевещание из-за крайне низких рейтингов, сосредоточившись на своём сайте в интернете. 1 января 2017 года было прекращено вещание в интернете и канал был окончательно закрыт в связи с отсутствием финансовой поддержки со стороны государства и появлением государственного международного канала UATV.

## Формат вещания
Ukraine Today вещал в формате Euronews — в связи с отсутствием ведущих, корреспондентов и программ. С 2015 года планировалось вещание из собственной студии канала, откуда должны были транслироваться программы с ведущими и корреспондентами.

## Тематика
Основной целью канала являлось освещение событий на Украине для международной аудитории. В интервью украинским СМИ генеральный продюсер канала Татьяна Пушнова сообщила, что канал планирует стать «восточноевропейским Euronews, который рассказывал бы, как нам всем живётся рядом с Россией».

## Резонансные происшествия
- В эфире программы «In the Now» с Аниссой Науэй на канале RT в несостоявшемся интервью генеральный продюсер Ukraine Today Татьяна Пушнова обвинила канал RT во лжи, затем покинула эфир, оставив надпись «Russia Today Stop Lie» (англ. Russia Today, хватит лгать). Ведущая программы Анисса Науэй назвала этот поступок «троллингом»[8][9].